# Tweede Kamerverkiezingen 1986/Kandidatenlijst/Loesje
Dit is de kandidatenlijst voor de Tweede Kamerverkiezingen 1986 van Loesje, die meedeed aan de verkiezingen als publiciteitsstunt.

## De lijst
1. Niels van de Griend - 8.849 stemmen
2. Link Verwiel - 196
3. Jurjen Tjallema - 187
4. Anja de Crom - 860
5. Edith Speelberg - 298
6. Gerry Westhuis - 144
7. Wim van der Have - 65
8. Lidy Rensink - 128
9. Sas Verwiel - 46
10. Ton Besselink - 126
11. Marc Coenen - 131
12. Inge van Gemert - 88
13. Jan Boon - 63
14. Rens van Oort - 22
15. Hans Boomsma - 93
16. Ad Hemmen - 105
17. Ellen Dingemans - 98
18. Vincent van Dam - 191
19. René de Groot - 80
20. Hannah Salomé - 173
21. Anita Bouwmans - 115
22. Jan-Kees van de Weghe - 114
23. Margareth Kint - 46
24. Martin Peulen - 47
25. Foppe Boersma - 87
26. Margreet de Graaf - 224
27. Frank van Rooy - 45
28. Onno van Swigchem - 23
29. Rita Buiting - 45
30. Johan Müller - 193

PvdA · CDA · VVD · D66 · PSP · SGP · CPN · PPR · RPF · GPV · EVP · AR'85 · Centrumdemocraten · Federatieve Groenen · VCN · Centrumpartij · PGI · SP · Partij voor Ambtenaren en Trendvolgers · Lijst 19 (kieskring 9) · God Met Ons · Partij voor de Middengroepen · Loesje · Humanistische Partij · SAP · Partij Algemeen Belang · Lijst 27